# Isabella Rossellini
Isabella Fiorella Elettra Giovanna Rossellini (ur. 18 czerwca 1952 w Rzymie) – włoska aktorka filmowa i telewizyjna oraz modelka.

## Życiorys

### Wczesne lata
Urodziła się w Rzymie. Jej matka, szwedzka aktorka Ingrid Bergman (1915–1982), zagrała m.in. w Casablance (1942), Komu bije dzwon (1943) czy też w Urzeczonej (1945) Alfreda Hitchcocka. Jej ojciec, Roberto Rossellini (1906–1977), był włoskim scenarzystą, reżyserem i producentem filmowym, znanym między innymi z filmów Rzym, miasto otwarte (1945) i Niemcy – rok zerowy (1948). Jej siostra bliźniaczka, Ingrid Isotta Rossellini, została adiunktem literatury włoskiej na Columbia University. Jej brat, Roberto Ingmar Giusto Giuseppe Rossellini, to producent filmowy. Ma także siostrę przyrodnią, Pię Lindström (z pierwszego małżeństwa matki z Petterem Lindströmem), która została krytykiem teatralnym. Jej przyrodnie rodzeństwo to także Gil, Raffaella i Marco Romano (zm. w wieku dziewięciu lat).
Dorastała w Rzymie, w Santa Marinella i Paryżu. W wieku pięciu lat przeszła operację wyrostka robaczkowego. Kiedy miała 11 lat, zdiagnozowano u niej skoliozę; jako 13-latka nie była w stanie wstać i poruszać się o własnych siłach.
Mając 19 lat wyjechała do Nowego Jorku, gdzie ukończyła Finch College oraz wydział nauk społecznych w New School University, pracując jako tłumacz i dziennikarka telewizyjna RAI. Pojawiła się także z przerwami w programie telewizyjnym L’altra Domenica (Inna niedziela) z Roberto Benignim.

### Kariera
W 1976 zadebiutowała na ekranie jako zakonnica w melodramacie fantasy Kwestia czasu (A Matter of Time) u boku matki – Ingrid Bergman, Lizy Minnelli, Charlesa Boyera i Fernando Reya. Potem zagrała w dramacie Łąka (Il Prato, 1979) z Michele Placido. Występ w komedii W papieskim oku (Il pap'occhio, 1980) z Roberto Benigni przyniósł jej nagrodę Srebrnej Taśmy Włoskiego Narodowego Stowarzyszenia Dziennikarzy Filmowych.
W wieku 28 lat rozpoczęła karierę modelki, kiedy została sfotografowana przez Bruce’a Webera dla brytyjskiego czasopisma „Vogue”. W latach 1982–1996 była twarzą kosmetyków Lancôme. Współpracowała także z wieloma innymi renomowanymi fotografami, w tym Richardem Avedonem, Stevenem Meiselem, Helmutem Newtonem, Peterem Lindberghem, Normanem Parkinsonem, Eve Arnold, Francesco Scavullo, Annie Leibovitz, Denisem Pielem i Robertem Mapplethorpe. Trafiła też na okładki takich czasopismach jak „Vogue”, „Elle”, „Marie Claire”, „Vanity Fair”, „Harper’s Bazaar”, „People”, „Interview”, „Film” i „Ekran”.
Pomimo wielkiego sukcesu jako modelka powróciła do aktorstwa. Po śmierci matki w 1982, Rossellini wzięła udział w swoim pierwszym amerykańskim filmie Taylora Hackforda Białe noce (White Nights, 1985) u boku Michaiła Barysznikowa i Gregory’ego Hinesa. Jej przełomową rolą była postać torturowanej piosenkarki z nocnego klubu Dorothy Vallens w dramacie Davida Lyncha Blue Velvet (1986), za którą otrzymała Independent Spirit Awards. Inne znaczące role filmowe w tym okresie to: komedia romantyczna Nikity Michałkowa Oczy czarne (Oci ciornie, 1987) z Marcello Mastroiannim i Marthe Keller, komedia romantyczna Joela Schumachera Kuzyni (Cousins, 1989) z Tedem Dansonem, Sean Young i Williamem Petersenem.
W marcu 1988 w Musée d’Art Moderne w Paryżu odbyła się poświęcona jej wystawa fotografii Portret kobiety. W 1992 wzięła udział w erotycznej sesji zdjęciowej do książki Madonny pt. Sex.
Została uhonorowana Nagrodą Saturna w kategorii najlepsza aktorka drugoplanowa za kreację Lisle Von Rhoman w czarnej komedii Roberta Zemeckisa Ze śmiercią jej do twarzy (Death Becomes Her, 1992) z Meryl Streep, Goldie Hawn i Bruce’em Willisem. Rola Laury Klein w dramacie psychologicznym Petera Weira Bez lęku (Fearless, 1994) z Jeffem Bridgesem przyniosła jej niemiecką nagrodę Złotej Kamery. W dramacie biograficznym Wieczna miłość (Immortal Beloved, 1994) z Garym Oldmanem wystąpiła jako hrabina Anna Maria von Erdődy, węgierska szlachcianka i jedną z najbliższych powierniczek i przyjaciół Ludwiga van Beethovena. W 1996 wzięła udział w jednym z odcinków sitcomu NBC Przyjaciele (Friends). Za rolę Anny Hauptman w dramacie kryminalnym HBO Zbrodnia stulecia (Crime of the Century, 1996) w reżyserii Marka Rydella zdobyła nominację do Złotego Globu dla najlepszej aktorki drugoplanowej w serialu, miniserialu lub filmie telewizyjnym.
Jako Katchen w dramacie wojennym Rozdarte niebo (Il cielo cade, 2000) była nominowana do David di Donatello dla najlepszej aktorki. W 2004 Rossellini wystąpiła w off-broadwayowskiej produkcji Terrence’a McNally Syndrom Stendhala (The Stendhal Syndrome).
W 2024 roku zagrała siostrę Agnes w filmie Konklawe, będącym adaptacją powieści Roberta Harrisa. Za tę rolę była nominowana do nagrody Brytyjskiej Akademii Akademii Filmowej (BAFTA 2025) oraz do Oscara (2025) dla najlepszej aktorki drugoplanowej.
Przewodniczyła jury konkursu głównego na 61. MFF w Berlinie (2011) oraz jury sekcji "Un Certain Regard" na 68. MFF w Cannes (2015).

## Życie prywatne
Rossellini ma podwójne obywatelstwo: włoskie i amerykańskie.
W 1974 spotykała się z pisarzem Franco Angeli. 29 września 1979 wyszła za mąż za reżysera Martina Scorsese, jednak 1 listopada 1982 doszło do rozwodu.
W latach 1983–1986 jej mężem był Jonathan Wiedemann, model z Teksasu, absolwent Harvard University, administrator Microsoft, z którym ma córkę Elettrę Rossellini (ur. 26 lipca 1983). Spotykała się z tancerzem Michaiłem Barysznikowem (1985), reżyserem Davidem Lynchem (1986–1994), aktorem Garym Oldmanem (1994-96) oraz reżyserem i producentem teatralnym Gregorym Mosherem (1996–1997). Zaadoptowała syna Roberto (ur. 1993).

## Filmografia
- 1976 Kwestia czasu (A Matter of Time) – Siostra Pia
- 1979 Łąka (Il Prato) – Eugenia
- 1980 Il Papocchio – Isabella
- 1985 Białe noce (White Nights) – Darya Greenwood
- 1986 Blue Velvet – Dorothy Vallens
- 1987 Twardziele nie tańczą (Tough Guys Don't Dance) – Madeleine Regency
- 1987: Oczy czarne (Oci ciornie) – La Signora
- 1987 Sjesta (Siesta) – Marie
- 1988 Zelly i ja (Zelly and Me) – Mademoiselle (Zellie)
- 1989 Czerwony Kapturek (Red Riding Hood)
- 1989 Cousins – Maria Hardy
- 1990 Ivory Hunters
- 1990 Żywoty pań swawolnych (Dames galantes) – Victoire
- 1990 Dzikość serca (Wild at Heart) – Perdita Durango
- 1991 Lies of the Twins – Rachel Marks
- 1991 Caccia alla vedova – Rosanna
- 1992 Ze śmiercią jej do twarzy (Death Becomes Her) – Lisle Von Rhoman
- 1993 Niewinni (The Innocent) – Maria
- 1993 Ogóras (The Pickle)
- 1993 Bez lęku (Fearless) – Laura Klein
- 1994 Wyatt Earp – Big Nose Kate
- 1994 Wieczna miłość (Immortal Beloved) – Anna Marie Erdody
- 1994 The Gift
- 1995 Croce e delizia
- 1996 Pogrzeb (The Funeral) – Clara
- 1996 Wielkie otwarcie (Big Night) – Gabriella
- 1996 Zbrodnia stulecia (Crime of the Century) – Anna Hauptmann
- 1997 Bagaż życia (Left Luggage) – Pani Kalman
- 1997 Odyseja (The Odyssey) – Atena
- 1998 Oszuści (The Impostors) – Królowa
- 1998 Merlin – Nimue
- 2000 Don Kichot (Don Quixote) – Księżna
- 2000 Rozdarte niebo (Cielo cade, Il) – Katchen Einstein
- 2002 Imperium (Empire) – Joanna Menendez
- 2002 Lawirant (Roger Dodger) – Joyce
- 2002 Napoleon Bonaparte (Napoléon) – Joséphine de Beauharnais
- 2003 Samotny kowboj (Monte Walsh) – Martine
- 2003 The Saddest Music in the World – Lady Port-Huntley
- 2003 Tulse Luper Suitcases, Part 1: The Moab Story – pani Moitessier
- 2004 King of the Corner – Rachel Spivak
- 2004 Tulse Luper Suitcases, Part 2: The Vaux to the Sea – Pani Moitessier
- 2004 Ziemiomorze (Legend of Earthsea) – Thar – Najwyższa Kapłanka Bliźniaczych Bóstw
- 2004–2005: Agentka o stu twarzach (Alias) jako Katya Derevko
- 2005 Co jest grane (Heights) – Liz
- 2005 Święto kozła (Fiesta del chivo, La) – Urania
- 2006 Bez skrupułów (Infamous) − Marella Agnelli
- 2006 Architekt (The Architect) – Julia Waters
- 2007: Rockefeller Plaza 30 jako Bianca Donaghy
- 2008 Two Lovers
- 2008 Przypadkowy mąż (The Accidental Husband) – Pani Bollenbecker
- 2024: Konklawe – siostra Agnes